# Hiệp sĩ (phim)
Hiệp sĩ  (tiếng Ba Lan: Krzyżacy) là bộ phim lịch sử của điện ảnh Ba Lan, do Aleksander Ford đạo diễn, dựa theo tiểu thuyết nổi tiếng của Henryk Sienkiewicz, công chiếu vào ngày 15 tháng 7 năm 1960 nhân dịp kỷ niệm 550 của trận Grunwald trong chiến tranh Teutonic giữa Ba Lan và Lítva. Phim được đề cử giải Oscar phim ngoại ngữ hay nhất, và là phim lập kỷ lục ở Ba Lan về lượng người xem (32.315.695 lượt - năm 1960, cao hơn dân số Ba Lan khi đó).

## Diễn viên
- Grażyna Staniszewska – Danusia Jurandówna
- Urszula Modrzyńska – Jagienka ze Zgorzelic
- Mieczysław Kalenik – Zbyszko z Bogdańca
- Aleksander Fogiel – Maćko z Bogdańca
- Andrzej Szalawski – Jurand ze Spychowa
- Leon Niemczyk – Fulko de Lorche
- Henryk Borowski – Zygfryd de Löwe
- Mieczysław Voit – Kuno von Lichtenstein
- Tadeusz Białoszczyński – Duke Janusz I of Warsaw
- Stanisław Jasiukiewicz – Grand Master of the Teutonic Knights Ulrich von Jungingen
- Emil Karewicz – King Władysław Jagiełło
- Józef Kostecki – Lithuanian duke Witold
- Janusz Strachocki – Grand Master of the Teutonic Knights Konrad von Jungingen
- Lucyna Winnicka – Duchess Anna Danuta, wife of Janusz I of Warsaw
- Cezary Julski – Zawisza Czarny
- Jerzy Kozakiewicz – Cztan z Rogowa
- Janusz Paluszkiewicz – royal marshall